# Herm Gilliam
Herman "Herm" L. Gilliam Jr. (Winston-Salem, Carolina del Norte, 5 de mayo de 1946-Salem, Oregón, 16 de abril de 2005) fue un jugador de baloncesto estadounidense que jugó durante 8 temporadas en la NBA. Con 1,90 metros de altura, lo hacía en la posición de escolta.

## Trayectoria deportiva

### Universidad
Jugó durante tres temporadas con los Boilermakers de la Universidad Purdue, en las que promedió 15,9 puntos y 9,1 rebotes por partido. En su última temporada ayudó a su equipo a llegar a la Final de la NCAA, en la que caerían derrotados ante los UCLA Bruins de John Wooden. fue incluido ese año en el mejor quinteto de la Big Ten Conference.

### Profesional
Fue elegido en la octava posición del Draft de la NBA de 1969 por Cincinnati Royals, donde jugó una buena primera temporada, promediando 7,5 puntos y 3,8 rebotes por partido. A pesar de ello, su equipo lo colocó en el draft de expansión, siendo elegido por la nueva franquicia de Buffalo Braves. Tras una única temporada, fue traspasado junto con Don May a Atlanta Hawks a cambio de Jerry Chambers y Mahdi Abdul-Rahman.
En los Hawks se asentó definitivamente, alcanzando el puesto de titular en su segunda campaña, en la que llegó a aparecer entre los diez mejores pasadores de la liga, al promediar 6,3 asistencias por partido, a las que añadió 14 puntos y 5,2 rebotes, en la que sería su mejor temporada como profesional.
Antes del comienzo de la temporada 1975-76 fue traspasado a Seattle Supersonics a cambio de una futura elección del draft, donde jugó un año antes de ser traspasado de nuevo a Portland Trail Blazers, en donde, en la que iba a ser su última temporada como profesional, ayudó con 9,3 puntos y 2,5 rebotes por partido a ganar el anillo de campeones de la NBA. En el total de su carrera promedió 10,8 puntos, 3,8 rebotes y 3,8 asistencias por noche.

## Estadísticas de su carrera en la NBA

### Temporada regular
| Temporada | Edad | Equipo                 | Liga | P   | TIT | MIN  | TC  | TCA  | %TC  | 3P | 3PA | %3P | TL  | TLA | %TL  | R.OF. | R.DEF. | REB | ASIS | ROB | TAP | PER | FP  | PTS  |
| 1969-70   | 23   | Cincinnati Royals      | NBA  | 57  |     | 20.4 | 3.1 | 7.7  | .406 |    |     |     | 1.2 | 1.6 | .747 |       |        | 3.8 | 3.1  |     |     |     | 2.9 | 7.5  |
| 1970-71   | 24   | Buffalo Braves         | NBA  | 80  |     | 26.0 | 4.7 | 11.2 | .422 |    |     |     | 1.8 | 2.4 | .751 |       |        | 4.2 | 3.6  |     |     |     | 3.1 | 11.2 |
| 1971-72   | 25   | Atlanta Hawks          | NBA  | 82  |     | 28.5 | 4.2 | 9.4  | .446 |    |     |     | 1.8 | 2.1 | .838 |       |        | 4.1 | 4.6  |     |     |     | 2.8 | 10.2 |
| 1972-73   | 26   | Atlanta Hawks          | NBA  | 76  |     | 36.1 | 6.2 | 13.3 | .468 |    |     |     | 1.6 | 2.0 | .820 |       |        | 5.3 | 6.3  |     |     |     | 3.4 | 14.0 |
| 1973-74   | 27   | Atlanta Hawks          | NBA  | 62  |     | 32.3 | 6.2 | 13.6 | .454 |    |     |     | 1.7 | 2.2 | .791 | 1.0   | 3.3    | 4.3 | 5.7  | 2.2 | 0.3 |     | 3.1 | 14.1 |
| 1974-75   | 28   | Atlanta Hawks          | NBA  | 60  |     | 23.2 | 5.2 | 12.3 | .427 |    |     |     | 1.6 | 1.9 | .832 | 1.3   | 2.1    | 3.4 | 2.8  | 1.3 | 0.2 |     | 2.1 | 12.0 |
| 1975-76   | 29   | Seattle SuperSonics    | NBA  | 81  |     | 20.3 | 3.7 | 8.3  | .442 |    |     |     | 1.1 | 1.4 | .776 | 0.7   | 2.0    | 2.7 | 2.5  | 1.0 | 0.1 |     | 1.7 | 8.5  |
| 1976-77   | 30   | Portland Trail Blazers | NBA  | 80  |     | 20.8 | 4.1 | 9.3  | .438 |    |     |     | 1.2 | 1.5 | .767 | 0.8   | 1.7    | 2.5 | 2.1  | 1.0 | 0.1 |     | 2.1 | 9.3  |
| Total     |      |                        | NBA  | 578 |     | 26.0 | 4.7 | 10.6 | .441 |    |     |     | 1.5 | 1.9 | .792 | 0.9   | 2.2    | 3.8 | 3.8  | 1.3 | 0.2 |     | 2.6 | 10.8 |

### Playoffs
| Temporada | Edad | Equipo                 | Liga | P  | MIN | TCA | TC  | 3PA | 3P | TLA | TL | R.OF. | REB | ASIS | ROB | TAP | PER | FP | PTS | %TC  | %3P | %FT   | MIN  | PTS  | REB | AST |
| 1971-72   | 25   | Atlanta Hawks          | NBA  | 6  | 173 | 28  | 71  |     |    | 10  | 11 |       | 30  | 33   |     |     |     | 15 | 66  | .394 |     | .909  | 28.8 | 11.0 | 5.0 | 5.5 |
| 1972-73   | 26   | Atlanta Hawks          | NBA  | 6  | 197 | 33  | 81  |     |    | 5   | 5  |       | 32  | 31   |     |     |     | 19 | 71  | .407 |     | 1.000 | 32.8 | 11.8 | 5.3 | 5.2 |
| 1975-76   | 29   | Seattle SuperSonics    | NBA  | 6  | 86  | 6   | 27  |     |    | 5   | 8  | 3     | 11  | 12   | 6   | 0   |     | 10 | 17  | .222 |     | .625  | 14.3 | 2.8  | 1.8 | 2.0 |
| 1976-77   | 30   | Portland Trail Blazers | NBA  | 18 | 295 | 53  | 123 |     |    | 9   | 12 | 7     | 20  | 32   | 13  | 1   |     | 29 | 115 | .431 |     | .750  | 16.4 | 6.4  | 1.1 | 1.8 |
| Total     |      |                        | NBA  | 36 | 751 | 120 | 302 |     |    | 29  | 36 | 10    | 93  | 108  | 19  | 1   |     | 73 | 269 | .397 |     | .806  | 20.9 | 7.5  | 2.6 | 3.0 |

## Vida posterior
Tras retirarse, trabajó durante 15 años en la empresa UPS. Falleció de un ataque al corazón el 16 de abril de 2005 en su casa de Salem, Oregón, a los 58 años de edad.